# Lijst van gemeenten in Muş
Onderstaande lijst bevat alle gemeenten (2000) in de Turkse provincie Muş.
| District  | Gemeente    |
| --------- | ----------- |
| Bulanık   | Bulanık     |
| Bulanık   | Elmakaya    |
| Bulanık   | Erentepe    |
| Bulanık   | Karaağıl    |
| Bulanık   | Mollakent   |
| Bulanık   | Rüstemgedik |
| Bulanık   | Sarıpınar   |
| Bulanık   | Uzgörür     |
| Bulanık   | Yemişen     |
| Bulanık   | Yoncalı     |
| Hasköy    | Düzkışla    |
| Hasköy    | Hasköy      |
| Korkut    | Altınova    |
| Korkut    | Karakale    |
| Korkut    | Korkut      |
| Malazgirt | Gülkoru     |
| Malazgirt | Konakkuran  |
| Malazgirt | Malazgirt   |
| Muş       | Karaağaçlı  |
| Muş       | Kırköy      |
| Muş       | Kızılağaç   |
| Muş       | Konukbekler |
| Muş       | Muş         |
| Muş       | Serinova    |
| Muş       | Sungu       |
| Muş       | Yağcılar    |
| Muş       | Yaygın      |
| Varto     | Varto       |